# Flokulant
Flokulant, koagulant ili bistrilo je kemijska tvar koja se dodaje zamućenoj vodi u postupku flokulacije (pahuljičenje) ili bistrenja vode, koji je sastavni dio pročišćavanja pitke vode ili obrade zagađenih ili industrijskih voda. Glavnina problema kod smanjenja mutnoće, kao čestog nedostatka vode, vezana je uz prisustvo vrlo sitnih raspršenih čestica – koloida, dimenzija od 1 nm do 1 μm. Zbog istoimenih (negativnih) elektrostatičkih naboja koloidi se međusobno odbijaju i ostaju raspršeni u vodi. Zato je vrijeme potrebno za izdvajanje koloida iz vode, prvenstveno procesom taloženja, zbog njihove tzv. agregatne stabilnosti, praktički beskonačno. To je u tehnici pročišćavanja vode rezultiralo traženjem procesa remećenja stabilnosti koloida i mogućnosti njihovog kasnijeg međusobnog spajanja u veće čestice koje će se u vodi lakše taložiti.
Takav postupak remećenja stabilnosti (destabilizacija) koloida u sirovoj vodi naziva se zgrušavanje ili koagulacija. Remećenje stabilnosti koloida se postiže dodavanjem vodi određenih kemijskih tvari – flokulanata. Koagulacija je postupak izbijanja naboja koloidnih čestica. Jednom neutralizirane, čestice se više ne odbijaju jedna od druge i mogu ostati okupljene. Flokulacija je postupak okupljanja destabiliziranih ili koaguliranih čestica da bi se stvorile veće nakupine ili flokule. Bez koagulacije ne može nastupiti flokulacija, odnosno taloženje čestica, a samim postupkom koagulacije ne možemo praktički odstraniti koloidne tvari iz vode. Primarni flokulanti (koagulansi) su kemikalije ili supstance koje dodane u zadanu suspenziju ili otopinu da bi se postigla destabilizacija. Pomoćni flokulanti (koagulansi) su kemikalije ili supstance dodane u destabiliziranu suspenziju ili otopinu da ubrzaju flokulaciju ili da ojačaju flokule koje su se stvorile tijekom flokulacije. Proces bistrenja može se odvijati u vodoravnom bazenu ili uzvodnom akceleratoru. Da bi se uspješno obavio postupak koagulacije, potrebno je uraditi određene eksperimentalna mjerenja u laboratoriju.

## Vrste flokulanata
U praktične svrhe, kao neorganski flokulanti najčešće se koriste soli aluminija i željeza, tj. aluminijev sulfat, Al2(SO4)3 •18 H2O, poznatiji pod komercijalnim nazivom alaun, i željezni sulfat, FeSO4 • 7 H2O, tj. zelena galica. Još se dosta često koriste i kalcijev oksid, CaO (živo vapno), kalcijev hidroksid, Ca(OH)2 (gašeno vapno) i natrijev karbonat, Na2CO3 (soda). U suvremenoj tehnici pročišćavanja vode sve se više koriste organski koagulanti, tzv. polielektroliti, kao makromolekule dugačkog niza dobivene spajanjem prostih monomera.
Na proces flokulacije u znatnoj mjeri utječu kvaliteta sirove (prirodne) vode, količina i karakter suspendiranih koloida, potrošnja kisika, količina soli, pH vrijednost i temperatura vode. Stoga se vrsta i optimalna doza flokulanta određuje ispitivanjem izvorišne vode. Radi orijentacije, prosječna doza alauna za vodu mutnoće 40 [°NTU] iznosi 25 do 35 mg/l, dok za mutnoću od 400 [°NTU] prosječna doza alauna iznosi 60 do 90 mg/l.
Flokulant se u vodu dodaje u obliku otopine. Zato postoje posebni uređaji za pripremu otopine i njeno doziranje – dozatori, koji otopinu koagulanta doziraju u funkciji mutnoće vode (čije vrijednosti mogu u relativno kratkom vremenu znatno oscilirati). Danas je postupak doziranja potpuno automatiziran, tako da se vodi automatski, ovisno o mutnoći i protoku, dodaje prethodno definirana optimalna doza flokulanata.

### Miješanje
Da bi zgrušavanje bilo što korisnije, potrebno je odmah nakon dodavanja flokulanata osigurati njegovo snažno (turbulentno) miješanje sa sirovom vodom. To se postiže u posebnim objektima (bazenima) – mješačima, u kojima se voda zadržava do 5 minuta. Obično se primjenjuju dvije vrste mješača:
- gravitacijski mješači (mješači s gravitacijskim miješanjem),
- mehanički mješači (mješači s mehaničkim miješanjem).

## Uređaji za koagulaciju i flokulaciju

### Akcelator
Kapacitet ovih uređaja kreće se u granicama od 1 do 5000 m3/h. Flokulanti (koagulansi) se dodaju u cjevovod tj. komoru za miješanje, u uvjetima turbulentnog strujanja. Proces koagulacije i flokulacije odvija se u taložnicima ili akcelatorima, gdje je vrijeme boravka vode (retencija) oko 2 sata. Brzina strujanja vode u smjeru odozdo prema gore kreće se u granicama od 2 do 4 m/h, što ovisi o sastavu vode, onečišćenju i temperaturi. U akcelatoru se ulazna sirova voda mješa s muljem kako bi se ubrzao postupak flokulacije. Za dobar učinak flokulacije važno je imati uvijek izvjesnu količinu aktivnog mulja koji služi kao lebdeći muljni filter.

### Uređaji za doziranje sredstva za flokulaciju
Ako se sredstvo za flokulaciju (koagulaciju) nabavlja u kristalnom obliku kao aluminijev sulfat, potrebno je imati uređaj za pripremu odgovarajuće otopine. Ovisno o veličini uređaj će biti u izvedbi za manja ili za veća postrojenja. 
Uređaji za doziranje sredstva za flokulaciju za manja postrojenja mora biti zaštićeni od korozijskog djelovanja otopine flokulanata (pH vrijednost ~ 3).
Uređaji za doziranje sredstva za flokulaciju za veća postrojenja imaju kapacitet od 50 do 2000 m3/h. U bazenima se priprema 10%-tna otopina aluminijevog sulfata. Uglavnom su od betona čije površine se prevlače kiselootpornim premazom ili poliesterom.

## Bistrenje vina
Poslije završetka alkoholne fermentacije u vinima se snažno odvijaju taloženja različitih materija. Raznim taloženjima vino se oslobađa nestabilnog dijela nekih svojih sastojaka. Spontanim bistrenjem vina može se dobiti vino dobre bistrine i zadovoljavajuže stabilnosti. Međutim, tržište vina traži bistra i stabilna vina, a interes proizvođača često je da se što prije stigne na tržište, što samostalno bistrenje čini neprihvatljivim u modernim proizvodnjama vina. Osim ovog, čuvanje i njega vina koja su prepuštena samostalnom bistrenju su otežani i povezani s nizom problema uz značajnija ulaganja rada i sredstava. Suvremene tehnologije vina podrazumijevaju i izvođenje niza zahvata koji se zajedničkim imenom nazivaju bistrenje vina. Pod bistrenjem vina podrazumijeva se dodavanje odgovarajućih sredstava kojima se iz vina uklanjaju čestice mutnoće, kao i sastojci koji bi naknadno mogli uzrokovati zamućenje vina. Različita organska i mineralna sredstva se primjenjuju za bistrenje vina. Neka od njih djeluju prema principima koloidno-kemijskih reakcija, a neka samo kemijskim vezivanjem određenih sastojaka vina.
Sva sredstva koja se koriste za bistrenje vina mogu se podijeliti na organska i mineralna. Od organskih sredstava široko je rasprostranjena upotreba želatina i tanina (najčešće zajedno), dok se ostala sredstva ili potpuno napuštena ili se koriste samo u spravljanju vrlo malih serija vina. Treba navesti da se kao bistrila koriste ili su korišteni: bjelanjak jajeta, albumin, mlijeko, kazein, riblji mjehur itd. Među mineralnim sredstvima za bistrenje u širokoj su upotrebi bentonit i kalijev ferocijanid, a rjeđe se koriste: kaolin, silicijeva kiselina, itd. Kod bilo kojeg načina bistrenja prije glavnog bistrenja u podrumu vrši se laboratorijsko određivanje potrebnih količina bistrila. Poslije laboratorijske probe izdaje se recept za bistrenje vina prema posudama u kojima se ona nalaze u podrumu.